# Luperina scotiae
Luperina scotiae là một loài bướm đêm trong họ Noctuidae.